# 廣林
廣林（1790年—1858年），蘇穆察氏，清朝官員，字艺圃，号喬庵、锄经，内务府蒙古正黄旗人。嘉慶庚午科举人，十九年（1814年）甲戌科進士。

## 任職履歷
- 嘉慶十九年（1814年），進士。
- 道光十九年十月十四日（1839年11月19日），授任光祿寺卿。
- 道光二十三年閏七月十三日（1843年9月22日），調任都察院左副都御史。
- 道光二十四年十一月一日（1844年12月10日），任盛京兵部侍郎。
- 道光二十五年四月二十七日（1845年6月1日），任盛京刑部侍郎。
- 道光二十七年三月十九日（1847年5月3日），代理盛京將軍；十二月十五日（1848年1月20日）改任禮部右侍郎。
- 道光三十年（1850年）三月，任盛京工部左侍郎。同年四月改任盛京禮部侍郎。同年七月改任盛京兵部侍郎。
- 咸豐元年（1851年），盛京兵部侍郎。
- 咸豐二年（1852年）十月，改任盛京工部侍郎。
- 咸豐三年四月二十二日（1853年5月29日），召京。
- 咸豐七年二月五日（1857年2月28日），以散秩大臣為鑲紅旗蒙古副都統。

## 家庭成员
- 曾祖保住；
- 祖海亮；
- 父萬慶；
- 妻魏氏；
- 子錫恒、錫奎。